# Letis cortex
Letis cortex là một loài bướm đêm trong họ Erebidae.